# 竹内浩典
竹内 浩典（たけうち ひろのり、1964年12月22日 - ）は、日本のレーシングドライバー。実業家。神奈川県出身。血液型はO型。シフト代表。「スーパーカーレースシリーズ」主催。全日本GT選手権・SUPER GT、スーパー耐久などのツーリングカーレースを中心に活躍した。スーパー耐久で6回シリーズチャンピオンを獲得しているほか、全日本GT選手権でも2001年に立川祐路とのコンビでチャンピオンとなった。

## 経歴

### デビュー
1988年に富士フレッシュマンレース・AE86シリーズでデビューし、1989年にも富士フレッシュマンレース・AE86シリーズに、参戦し5勝を挙げシリーズチャンピオンを獲得した。1990年には三菱・ミラージュ・ワンメイクシリーズにも参戦したほか、筑波チャレンジカップレースにも参戦した。

### JTC/N1耐久
1991年には、早くも全日本選手権格式のカテゴリーにステップアップし、全日本ツーリングカー選手権（#56 FMR Project・μ M3／BMW M3）に参戦し、「インターTEC」にも参戦した。1992年にも、全日本ツーリングカー選手権（TEAM タイサン #24 タイサンProjectμM3／BMW M3）に参戦した。
1994年にはN1耐久シリーズ（#2 Projectμ GTR／スカイラインGTR・BNR32）や、フォーミュラトヨタ（#34 ／FT）にも参戦し、ツーリングカーのスペシャリストとしての経験を積みつつ、フォーミュラカーの経験も積んでいる。

### 全日本GT選手権/JTCC/N1耐久

#### 1995年
1995年には、全日本GT選手権のGT2クラスに参戦し（RE雨宮レーシング #7 RE雨宮 SuperG RX-7）、いきなり2勝を挙げシリーズ3位を獲得している。またこの年にはスーパーN1耐久シリーズ・クラス1（#32 日産プリンス千葉GTRファルケン／スカイラインGT-R BCNR33）に参戦し、シリーズ2位になっている。

#### 1996年
1996年には、昨年の活躍が高く評価され、早くも全日本GT選手権・GT500クラスにステップアップし（Rd.3〜 TOYOTA Castrol TEAM #37 カストロール・セルモ・スープラ／JZA80）で1勝し、シリーズ7位になった。
また、全日本ツーリングカー選手権（#38 デンソーEXIV／コロナEXIV ST202）とスーパーN1耐久シリーズ・クラス1（#32 日産プリンス千葉GTRファルケン／スカイラインGT-R BCNR33）にも参戦しシリーズ2位になるなど、名実ともに「ハコのスペシャリスト」として活躍する。

#### 1997年
1997年は、引き続き全日本GT選手権・GT500クラス（TOYOTA Castrol TEAM #38 カストロール・セルモ・スープラ／JZA80）、全日本ツーリングカー選手権シリーズ（Team CERUMO #38 デンソーセルモチェイサー／JZX100 3S-G）、スーパーN1耐久シリーズ・Class1（#32 日産プリンス千葉GTRファルケン／スカイラインGT-R BCNR33）に参戦し、スーパーN1では1勝を挙げたほかにも着実にポイントを獲得し、シリーズチャンピオンとなった。

#### 1998年
1998年も全日本GT選手権・GT500クラス（TOYOTA TEAM CERUMO #38 FK/マッシモセルモスープラ／JZA80）、全日本ツーリングカー選手権（TEAM CERUMO #39 デンソーセルモチェイサー／JZX100 3S-G）、スーパー耐久シリーズ・Class1（#32 日産プリンス千葉GTRファルケン／スカイラインGT-R BCNR33）に参戦し、全日本ツーリングカー選手権では年間3位、スーパー耐久シリーズ・Class1では2年連続のシリーズチャンピオンを獲得している。

#### 1999年
1999年は、全日本GT選手権・GT500クラス（TOYOTA TEAM CERUMO #38 FK/マッシモセルモスープラ／JZA80）とスーパー耐久シリーズ・Class1（#32 日産プリンス千葉GT-R★FALKEN／スカイラインGT-R BNR34）に参戦した。なお、昨年一杯で全日本ツーリングカー選手権が消滅したため、このシーズンは全日本GT選手権とスーパー耐久の2カテゴリーへの参戦となった。
スーパー耐久シリーズ・Class1では4勝を挙げ、3年連続のシリーズチャンピオンを上げるなど大きく活躍した上に、第28回Pokka1000km・GT500クラス（TOYOTA TEAM CERUMO #38 FK/マッシモセルモスープラ／JZA80）でも総合3位を獲得した。

#### 2000年
2000年も引き続き全日本GT選手権・GT500クラス（TOYOTA TEAM CERUMO #38 FK/マッシモセルモスープラ／JZA80）と、スーパー耐久シリーズ・Class1（TEAM 5ZIGEN #50 5ZIGEN・ファルケンGTR／スカイラインGT-R BNR34）に参戦し、スーパー耐久シリーズ・Class1で5勝し、4年連続のシリーズチャンピオンを獲得した。

#### 2001年
2001年には、全日本GT選手権・GT500クラス（TOYOTA TEAM CERUMO #38 auセルモスープラ／JZA80 3UZ-FE）で、優勝こそなかったものの、2回の2位を含む3回の表彰台を獲得し、念願のシリーズチャンピオンを獲得した。さらに第30回International POKKA 1000km・GT500クラスでも総合優勝を獲得した。
また、スーパー耐久シリーズ・Class1（FALKEN TRMOR SPORTS #1 FALKEN GT-R／スカイラインGT-R BNR34）でも4勝を挙げて、自身5回目のシリーズチャンピオンを獲得し、2つのシリーズでチャンピオンを獲得することとなった。

#### 2002年
2002年には、全日本GT選手権・GT500クラス（TOYOTA TEAM CERUMO #1 auセルモスープラ／JZA80 3UZ-FE）でシリーズ3位、スーパー耐久シリーズ・Class1（FALKEN TRMOR SPORTS #1 FALKEN☆GT-R／スカイラインGT-R BNR34）で3勝を挙げシリーズ2位を獲得した。

#### 2003年
2003年には、全日本GT選手権・GT500クラス（TOYOTA TEAM CERUMO #38 auセルモスープラ／JZA80 3UZ-FE）と、スーパー耐久シリーズ・Class1（FALKEN TRMOR SPORTS #33 FALKEN☆PORCSHE／ポルシェ911GT3）に参戦し、初のスーパー耐久へのポルシェでの参戦ながら3勝を挙げシリーズ2位を獲得した。

#### 2004年
2004年は、全日本GT選手権・GT300クラス（TOYOTA TEAM CERUMO #52 プロμ太陽石油KUMHO セリカ／ZZT231 3SGTE）と、スーパー耐久シリーズ・Class1（FALKEN TRMOR SPORTS #33 FALKEN☆PORCSHE／ポルシェ911JGN）に参戦した。この年は久しぶりに全日本GT選手権で表彰台獲得が無いシーズンとなったが、スーパー耐久では5勝を挙げ、前人未到の6回目のシリーズチャンピオンを獲得した。またこの年より、自らのチームである「TEAM TAKEUCHI」を発足させている。

#### 2005年
2005年は、SUPER GT・GT300クラス（TOYOTA TEAM CERUMO #52 プロμ太陽石油KUMHO セリカ／ZZT231 3SGTE）に参戦した。GT300クラス参戦2年目となったが、この年表彰台獲得が無いシーズンとなった。

#### 2006年
2006年には、SUPER GT・GT300クラス（TOYOTA TEAM CERUMO #52 プロμ太陽石油KUMHO セリカ／ZZT231 3SGTE）で参戦し、昨年同様苦しいシーズンとなったが、GT300クラス参戦3年目で初の1勝を挙げた。

#### 2007年
2007年は、SUPER GT・GT300クラスに新体制（TEAM マッハ #5 クムホ プロμマッハ号 320R／VEMAC 320R C32B）で参戦した。また、スーパー耐久シリーズ・ST-ciass1（チームアートテイスト #8 黒豆リボイスGT3／ポルシェ911GT3JGNにも参戦するとともに、スーパー耐久でシリーズチャンピオンを獲得した時のマシンメンテを行なっていた「シフト」を受け継ぎ、株式会社シフトを立ち上げ代表取締役に就任した。

#### 引退と復帰
2008年に、自らが長年所属して、SUPER GTのGT500クラスのチャンピオンも獲得した、トヨタ系の名門チームであるセルモの監督に就任した。その後はドライバーとしての活動は行っていなかったが、2012年より、ドライバーとしては5年ぶりに自チームの「シフト」よりSUPER GTに復帰することとなった。

#### 2012年/2013年

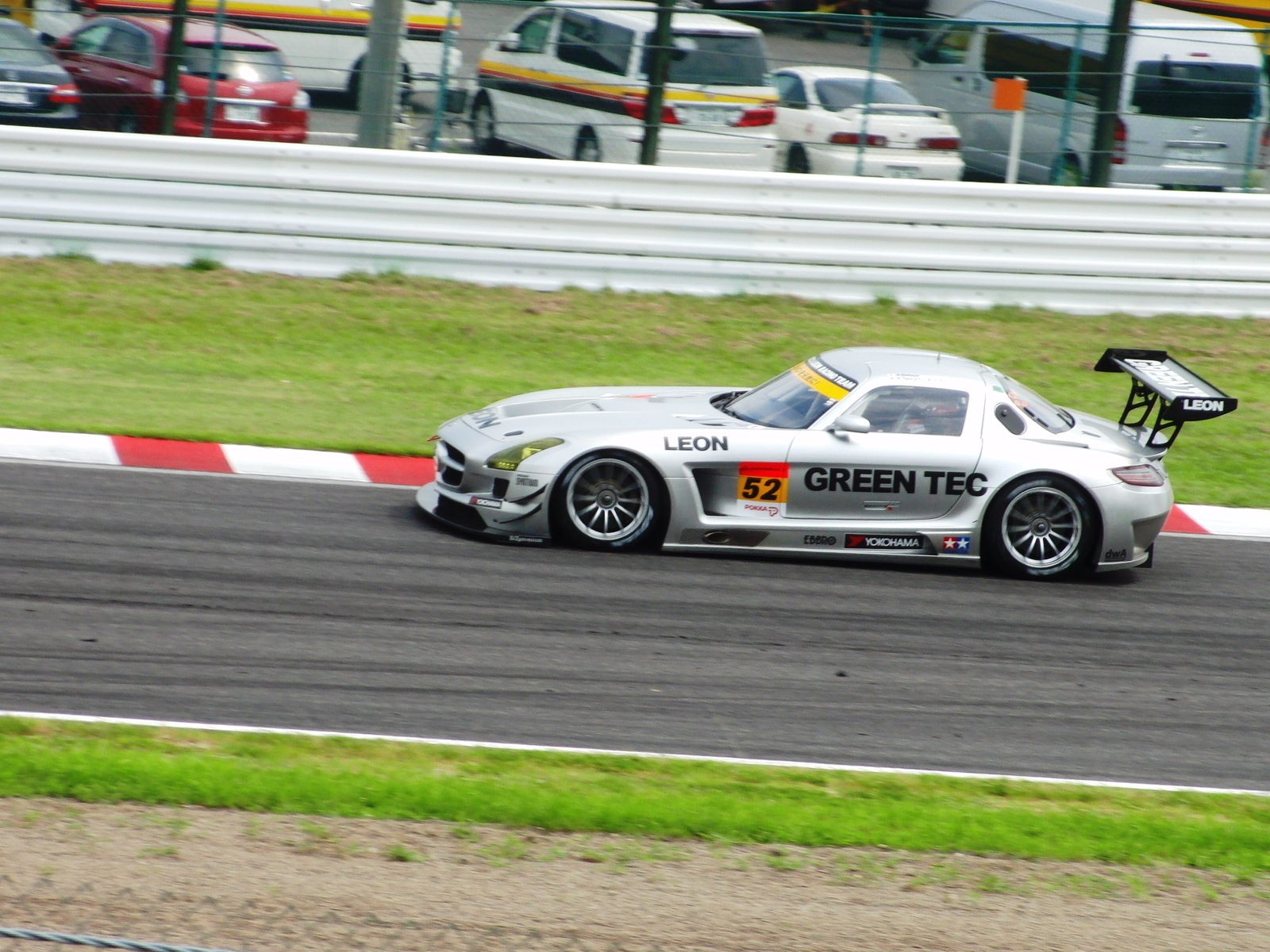
ポッカ1000km（2012年）

復帰後1年目の2012年には、メルセデス・ベンツ・SLS AMG GT3（GREEN TEC & LEON with SHIFT）でGT300に参戦した。同じ体制で参戦した2013年のオートポリスでは3位に入賞し、ポイント圏内に着実に入ることでシーズンランキングも4位を獲得した。

#### スーパーカーレースシリーズ設立
2014年に、FIA GT3車両による新たなレースカテゴリーとして「スーパーカーレースシリーズ」（SCR）を立ち上げたが、その際にSUPER GTの主催者であるGTアソシエイションとGT3車両の参戦取り扱いを巡り対立（詳細はグループGT3#掛け持ち参戦問題を参照）し、このシーズンはSCRの主催に専念することになった。

#### 2016年
2016年には、SCRの主催とシフトの代表としての業務を行いつつ、SUPER GTのGT 300に参戦するディレクションの顧問にも就任した。同年6月には、久しぶりに自らがドライバーとして参戦するために、SUPER GTの「ルーキーテスト」に参加し合格するなど話題を呼び、実際にランボルギーニ・ウラカンGT3で終盤3戦に参戦した。
2017年は、SCRの主催者として活躍する傍ら、長年のトヨタ系のワークスドライバーとしての経験を活かし、シフトが富士スピードウェイで開催する「FORMULA RACER'S」と「86 Racer's」のドライビング・アドバイザーやドライバー育成、ジェントルマンドライバーのコーチなど様々な活動を行っている。

## 育成に関わったドライバー

### 金石勝智
金石は竹内と組んで1997年に全日本GT選手権に挑んでいる。その後、全日本GT選手権で中堅ドライバーとして活躍し、2001年には竹内とタイトル争いをした。2003年にはドイツツーリングカー選手権（DTM）にフル参戦した。

### 立川祐路
竹内とは1999年から2003年まで全日本GT選手権にてコンビを組んでおり、2000年には立川が2度のポールポジションを獲得した。2001年には共にタイトルを獲得するなど、トヨタの中心的なドライバーへと成長した。

### 若手ドライバー
- 平中克幸…2005年にトヨタ・ヤングドライバーズ・プログラム（TDP）のバックアップのもと、TEAM TAKEUCHIで竹内とコンビを組んだ。翌年にはGT500に昇格した。
- 嵯峨宏紀…2006年にTDPのバックアップのもと、TEAM TAKEUCHIで竹内とコンビを組んだ。
- 井口卓人…2008年にTDPのバックアップのもと、TEAM TAKEUCHIから参戦した。

## レース戦績
- 1988年 - 富士フレッシュマンレース・AE86シリーズ＜スポット参戦＞（#52 本牧タイヤ商会BP安藤レビン／AE86）
- 1989年 - 富士フレッシュマンレース・AE86シリーズ（#52 本牧タイヤ商会BP安藤レビン／AE86（シリーズチャンピオン・5勝）
- 1990年
  - 三菱ミラージュ・ワンメイクシリーズ（#52 プロジェクト・μミラージュ／C53AM）
  - 筑波チャレンジカップレース＜Rd.4＞スターレット・レース（#60 ／EL30）（決勝7位）
- 1991年
  - 91'レース・ド・ニッポン（#56 FMR Project・μ M3 ／BMW M3）（決勝10位）
  - 富士フレッシュマンレース＜Rd.6＞AE92クラス（#52 本牧タイヤ商会BP安藤レビン／AE92）（決勝DNF）
  - ハイランドグループA300kmレース（#56 FMR Project・μ M3／BMW M3）（決勝DNF）
  - 国際ツーリングカー耐久レース「INTER TEC」（#56 FMR Project・μ M3／BMW M3）（決勝25位）
  - SCCNモータースポーツフェスティバル・ザウルスレース（#7 三笠産業プロジェクトμザウルス／NS89）（決勝9位）
  - ゴールドカップ・レースinオートポリス＜Rd.6＞（#31 FMR FC45／FC45）（決勝13位）
- 1992年
  - 全日本ツーリングカー選手権（TEAM タイサン #24 タイサンProjectμM3／BMW M3）
  - 92'鈴鹿300kmレース（#42 プロジェクトμBP安藤シルビア／シルビアPS13）（決勝24位）
  - 92'筑波ナイター12時間＆3時間レース・3時間クラス（#59 ／シビックEG6）（決勝6位）
  - 全日本F3000選手権FSWI FINAL・ミラージュレース（#37 ／ミラージュ CA4A）（決勝DNF）
  - ゴールドカップレースinオートポリス＜Rd.2＞（#31 FMR FC45／fC45）（決勝4位）
- 1993年
  - 第4回ハイランドN2 300km耐久レース（#29 Projectμ GTR／スカイラインGTR・BNR32）（決勝8位）
  - 富士ツーリングカー6時間レース（#29 Projectμ GTR／スカイラインGTR・BNR32）（決勝3位）
  - 第1回十勝ツーリングカー400km耐久レース（#29 Projectμ GTR／スカイラインGTR）（決勝15位）
  - 93'筑波ナイター12時間＆3時間レース・12時間クラス（#29 Projectμ GTR／スカイラインGTR）（決勝DNF）
  - SUGO500km耐久レース（#29 Projectμ GTR／スカイラインGTR）（決勝DNF）
  - 93'IMSA GT チャレンジ・シルビアレース（#52 ／シルビア PS13）（決勝DNF）
- 1994年
  - N1耐久シリーズ（#2 Projectμ GTR／スカイラインGTR・BNR32）
  - 94'筑波ナイター9時間＆3時間レース・3時間クラス（#2 Projectμ GTR／スカイラインGTR・BNR32）（優勝）
  - INTER-TEC・フォーミュラトヨタレース（#34 ／FT）（決勝DNF）
  - 全日本F3000FSWI FINAL・サバンナRX-7レース（#2 ／サバンナRX-7 FC3S）（優勝）
- 1995年
  - 全日本GT選手権・GT2クラス（RE雨宮レーシング #7 RE雨宮 SuperG RX-7）（シリーズ3位・2勝）
  - N1耐久シリーズ（#32 日産プリンス千葉GTRファルケン／スカイラインGT-R BCNR33）
  - 三菱ミラージュ・ワンメイクシリーズ（#52 プロジェクトμBPミラージュ／CA4A）
  - 第24回POKKA INTERNATIONAL 1000km ENDURANCE RACE（#10 コスモオイルFALKEN GTR／スカイラインGT-R）（総合14位）
  - FISCO OPEN JAN.Cup45（#1 ／レビンAE86）（優勝）
- 1996年
  - 全日本GT選手権・GT500クラス（Rd.3〜 TOYOTA Castrol TEAM #37 カストロール・セルモ・スープラ／JZA80）（1勝・シリーズ7位）
  - 全日本ツーリングカー選手権シリーズ（#38 デンソーEXIV／コロナEXIV ST202）（シリーズ16位）
  - スーパーN1耐久シリーズ・クラス1（#32 日産プリンス千葉GTRファルケン／スカイラインGT-R BCNR33）（シリーズ2位）
- 1997年
  - 全日本GT選手権・GT500クラス（TOYOTA Castrol TEAM #38 カストロール・セルモ・スープラ／JZA80）（シリーズ10位）
  - 全日本ツーリングカー選手権シリーズ（Team CERUMO #38 デンソーセルモチェイサー／JZX100 3S-G）
  - スーパーN1耐久シリーズ・Class1（#32 日産プリンス千葉GTRファルケン／スカイラインGT-R BCNR33）（シリーズチャンピオン・1勝）
- 1998年
  - 全日本GT選手権・GT500クラス（TOYOTA TEAM CERUMO #38 FK/マッシモセルモスープラ／JZA80）（シリーズ11位）
  - 全日本ツーリングカー選手権（TEAM CERUMO #39 デンソーセルモチェイサー／JZX100 3S-G）（シリーズ3位）
  - スーパー耐久シリーズ・Class1（#32 日産プリンス千葉GTRファルケン／スカイラインGT-R BCNR33）（シリーズチャンピオン・3勝）
- 1999年
  - 全日本GT選手権・GT500クラス（TOYOTA TEAM CERUMO #38 FK/マッシモセルモスープラ／JZA80）（シリーズ13位）
  - スーパー耐久シリーズ・Class1（#32 日産プリンス千葉GT-R★FALKEN／スカイラインGT-R BNR34）（シリーズチャンピオン・4勝）
  - 第28回Pokka1000km・GT500クラス（TOYOTA TEAM CERUMO #38 FK/マッシモセルモスープラ／JZA80）（総合3位）
  - ル・マン富士1000km（#32 ／スープラJZA80）（決勝6位）
- 2000年
  - 全日本GT選手権・GT500クラス（TOYOTA TEAM CERUMO #38 FK/マッシモセルモスープラ／JZA80）（1勝・シリーズ5位）
  - スーパー耐久シリーズ・Class1（TEAM 5ZIGEN #50 5ZIGEN・ファルケンGTR／スカイラインGT-R BNR34）（シリーズチャンピオン・5勝）
  - 第29回International POKKA 1000km・GT500クラス（TOYOTA TEAM CERUMO #38 FK/マッシモセルモスープラ／JZA80）（決勝DNF）
- 2001年
  - 全日本GT選手権・GT500クラス（TOYOTA TEAM CERUMO #38 auセルモスープラ／JZA80 3UZ-FE）（シリーズチャンピオン）
  - スーパー耐久シリーズ・Class1（FALKEN TRMOR SPORTS #1 FALKEN GT-R／スカイラインGT-R BNR34）（シリーズチャンピオン・4勝）
  - 第30回International POKKA 1000km・GT500クラス（TOYOTA TEAM CERUMO #38 auセルモスープラ）（総合優勝）
- 2002年
  - 全日本GT選手権・GT500クラス（TOYOTA TEAM CERUMO #1 auセルモスープラ／JZA80 3UZ-FE）（シリーズ3位）
  - スーパー耐久シリーズ・Class1（FALKEN TRMOR SPORTS #1 FALKEN☆GT-R／スカイラインGT-R BNR34）（シリーズ2位・3勝）
- 2003年
  - 全日本GT選手権・GT500クラス（TOYOTA TEAM CERUMO #38 auセルモスープラ／JZA80 3UZ-FE）（シリーズ9位）
  - スーパー耐久シリーズ・Class1（FALKEN TRMOR SPORTS #33 FALKEN☆PORCSHE／ポルシェ911GT3）（シリーズ2位・3勝）
  - 第32回International POKKA 1000km・GT500クラス（TOYOTA TEAM CERUMO #38 auセルモスープラ）（総合3位）
- 2004年
  - 全日本GT選手権・GT300クラス（TOYOTA TEAM CERUMO #52 プロμ太陽石油KUMHO セリカ／ZZT231 3SGTE）（シリーズ16位）
  - スーパー耐久シリーズ・Class1（FALKEN TRMOR SPORTS #33 FALKEN☆PORCSHE／ポルシェ911JGN）（シリーズチャンピオン・4勝）
  - 第33回International POKKA 1000km・GT300クラス（#69 PCJダンロップポルシェGT3-RS／ポルシェ966 GT3-RS）（総合7位・クラス5位）
- 2005年 - SUPER GT・GT300クラス（TOYOTA TEAM CERUMO #52 プロμ太陽石油KUMHO セリカ／ZZT231 3SGTE）（シリーズ15位）
- 2006年 - SUPER GT・GT300クラス（TOYOTA TEAM CERUMO #52 プロμ太陽石油KUMHO セリカ／ZZT231 3SGTE）（シリーズ13位・1勝）
- 2007年
  - SUPER GT・GT300クラス（TEAM マッハ #5 クムホ プロμマッハ号 320R／VEMAC 320R C32B）
  - スーパー耐久シリーズ・ST-ciass1（チームアートテイスト #8 黒豆リボイスGT3／ポルシェ911GT3JGN）

### 全日本GT選手権/SUPER GT
| 年     | チーム                           | 使用車両                        | クラス | 1       | 2       | 3       | 4       | 5       | 6       | 7       | 8      | 9      | 順位 | ポイント |
| ------ | -------------------------------- | ------------------------------- | ------ | ------- | ------- | ------- | ------- | ------- | ------- | ------- | ------ | ------ | ---- | -------- |
| 1995年 | RE雨宮レーシング                 | マツダ・RX-7                    | GT2    | SUZ     | FSW 9   | SEN 1   | FSW 2   | SUG Ret | MIN 1   |         |        |        | 3位  | 57       |
| 1996年 | TOYOTA Castrol TEAM              | トヨタ・スープラ                | GT500  | SUZ     | FSW     | SEN 1   | FSW Ret | SUG 4   | MIN 2   |         |        |        | 7位  | 45       |
| 1997年 | TOYOTA Castrol TEAM              | トヨタ・スープラ                | GT500  | SUZ 7   | FSW 9   | SEN 4   | FSW 8   | MIN 5   | SUG 10  |         |        |        | 10位 | 28       |
| 1998年 | TOYOTA TEAM CERUMO               | トヨタ・スープラ                | GT500  | SUZ 9   | FSW C   | SEN Ret | FSW Ret | TRM 5   | MIN 12  | SUG 3   |        |        | 11位 | 22       |
| 1999年 | TOYOTA TEAM CERUMO               | トヨタ・スープラ                | GT500  | SUZ 7   | FSW 2   | SUG Ret | MIN 8   | FSW 6   | TAI 8   | TRM 12  |        |        | 14位 | 31       |
| 2000年 | TOYOTA TEAM CERUMO               | トヨタ・スープラ                | GT500  | TRM 4   | FSW 3   | SUG 12  | FSW Ret | TAI 1   | MIN 6   | SUZ 11  |        |        | 4位  | 58       |
| 2001年 | TOYOTA TEAM CERUMO               | トヨタ・スープラ                | GT500  | TAI Ret | FSW 2   | SUG 3   | FSW 4   | TRM 2   | SUZ 6   | MIN 16  |        |        | 1位  | 58       |
| 2002年 | TOYOTA TEAM CERUMO               | トヨタ・スープラ                | GT500  | TAI 4   | FSW 1   | SUG 16  | SEP 9   | FSW 1   | TRM 13  | MIN 9   | SUZ 6  |        | 3位  | 65       |
| 2003年 | TOYOTA TEAM CERUMO               | トヨタ・スープラ                | GT500  | TAI Ret | FSW Ret | SUG 10  | FSW 4   | FSW 3   | TRM 9   | AUT 3   | SUZ 13 |        | 9位  | 46       |
| 2004年 | TOYOTA TEAM CERUMO               | トヨタ・セリカ                  | GT300  | TAI 17  | SUG 20  | SEP 8   | TOK 23  | TRM 8   | AUT 18  | SUZ 9   |        |        | 16位 | 9        |
| 2005年 | TOYOTA TEAM CERUMO               | トヨタ・セリカ                  | GT300  | OKA 11  | FSW 14  | SEP 12  | SUG 8   | TRM 14  | FSW Ret | AUT 8   | SUZ 18 |        | 15位 | 7        |
| 2006年 | TOYOTA TEAM CERUMO               | トヨタ・セリカ                  | GT300  | SUZ 11  | OKA 12  | FSW Ret | SEP     | SUG 11  | SUZ 1   | TRM Ret | AUT 13 | FSW 21 | 13位 | 31       |
| 2007年 | TEAMマッハ                       | ヴィーマック・320R              | GT300  | SUZ 7   | OKA 11  | FSW 12  | SEP 19  | SUG 14  | SUZ Ret | TRM 4   | AUT 18 | FSW 6  | 16位 | 19       |
| 2012年 | GREEN TEC & LEON with SHIFT      | メルセデス・ベンツ・SLS AMG GT3 | GT300  | OKA 12  | FSW 10  | SEP 6   | SUG 2   | SUZ Ret | FSW DNS | AUT Ret | TRM 8  |        | 12位 | 24       |
| 2013年 | OKINAWA-IMP RACING with SHIFT    | メルセデス・ベンツ・SLS AMG GT3 | GT300  | OKA 4   | FSW 4   | SEP 12  | SUG 4   | SUZ 2   | FSW 10  | AUT 3   | TRM 7  |        | 4位  | 60       |
| 2016年 | LAMBORGHINI Team DIRECTION Shift | ランボルギーニ・ウラカン GT3    | GT300  | OKA     | FSW     | SUG     | FSW     | SUZ 19  | CHA     | TRM 27  | TRM 18 |        | NC   | 0        |

### 全日本ツーリングカー選手権
| 年     | チーム             | 使用車両           | 1       | 2       | 3        | 4       | 5       | 6       | 7      | 8      | 9        | 10      | 11       | 12      | 13       | 14       | 15      | 16     | 順位 | ポイント |
| ------ | ------------------ | ------------------ | ------- | ------- | -------- | ------- | ------- | ------- | ------ | ------ | -------- | ------- | -------- | ------- | -------- | -------- | ------- | ------ | ---- | -------- |
| 1996年 | TOYOTA TEAM CERUMO | トヨタ・コロナEXiV | FSW1 10 | FSW2 10 | SUG1 Ret | SUG2 12 | SUZ1 11 | SUZ2 11 | MIN1 7 | MIN2 4 | SEN1 18  | SEN2 11 | TOK1 Ret | TOK2 20 | FSW1 Ret | FSW2 DNS |         |        | 16位 | 13       |
| 1997年 | TOYOTA TEAM CERUMO | トヨタ・コロナEXiV | FSW1 C  | FSW2 C  |          |         |         |         |        |        |          |         |          |         |          |          |         |        | 9位  | 43       |
| 1997年 | TOYOTA TEAM CERUMO | トヨタ・チェイサー |         |         | TAI1 9   | TAI2 5  | SUG1 6  | SUG2 9  | SUZ1 7 | SUZ2 7 | MIN1 8   | MIN2 9  | SEN1 8   | SEN2 4  | TOK1 8   | TOK2 8   | FSW1 11 | FSW2 6 | 9位  | 43       |
| 1998年 | TOYOTA TEAM CERUMO | トヨタ・チェイサー | FSW1 1  | FSW2 6  | TRM 4    | SUG1 2  | SUG2 2  | SUZ1 3  | SUZ2 3 | MIN1 2 | MIN2 Ret | TAI 7   | FSW 5    |         |          |          |         |        | 3位  | 100      |

### N1耐久レース／スーパー耐久
| 年     | チーム                       | クラス | コ・ドライバー                                       | 車両                   | 1       | 2     | 3     | 4       | 5     | 6       | 7     | 8     | 順位 | ポイント |
| ------ | ---------------------------- | ------ | ---------------------------------------------------- | ---------------------- | ------- | ----- | ----- | ------- | ----- | ------- | ----- | ----- | ---- | -------- |
| 1994年 | Project μ                    | 1      | 影山正美 萩原修 (Rd.6)                               | 日産・スカイラインGT-R | MIN 2   | SUZ 1 | SEN 5 | FSW Ret | AID 3 | TOK 4   | TSU 1 | SUG 1 | 2位  |          |
| 1995年 | 日産プリンス千葉・ファルケン | 1      | 横島久 中川隆正(Rd.5)                                | 日産・スカイラインGT-R | MIN Ret | SEN 2 | FSW 1 | AID Ret | TOK 1 | SUZ Ret | SUG 3 |       | 2位  |          |
| 1996年 | 日産プリンス千葉・ファルケン | 1      | 横島久 中川隆正(Rd.5)                                | 日産・スカイラインGT-R | MIN Ret | SEN 1 | AID 2 | FSW 4   | TOK 3 | SUZ 1   | SUG 4 |       | 2位  |          |
| 1997年 | 日産プリンス千葉・ファルケン | 1      | 横島久 中川隆正(Rd.4) 雨宮栄城(Rd.4)                 | 日産・スカイラインGT-R | MIN 5   | SEN 1 | TAI 1 | TOK 1   | SUG 1 | SUZ 2   | FSW 3 |       | 1位  |          |
| 1998年 | 日産プリンス千葉・ファルケン | 1      | 横島久 中川隆正(Rd.5)                                | 日産・スカイラインGT-R | MIN 1   | SUG 1 | SUZ 3 | TAI 1   | TOK 1 | SEN 3   | TRM 1 | FSW 2 | 1位  |          |
| 1999年 | 日産プリンス千葉・ファルケン | 1      | 田中哲也(Rd.1-5,7) 近藤真彦(Rd.5,8) 長谷見昌弘(Rd.6) | 日産・スカイラインGT-R | MIN 2   | SEN 1 | SUZ 1 | TAI 5   | TOK 1 | TRM 2   | FSW 1 | SUG 3 | 1位  |          |
| 2000年 | 5ZIGEN ファルケン            | 1      | 田中哲也 近藤真彦(Rd.5)                              | 日産・スカイラインGT-R | MIN Ret | SEN 1 | SUZ 1 | TAI 1   | TOK 1 | TRM 1   | FSW 2 | SUG 2 | 1位  |          |
| 2001年 | ファルケン                   | 1      | 田中哲也 影山正美(Rd.5)                              | 日産・スカイラインGT-R | MIN Ret | SEN 1 | SUZ 2 | TRM 1   | TOK 2 | TAI 1   | SUG 1 | FSW 2 | 1位  |          |
| 2002年 | ファルケン                   | 1      | 田中哲也 影山正美(Rd.5)                              | 日産・スカイラインGT-R | MIN 1   | SEN 2 | SUZ 2 | TRM 2   | TOK 2 | TAI 1   | SUG 2 | FSW 1 | 2位  |          |

## エピソード
- 歴代のGT500クラスでチャンピオンを獲得したドライバーの殆どは国内トップフォーミュラでの実戦経験を積んでいる中、フォーミュラでの実戦経験を殆ど積まずにチャンピオンを獲得した稀な存在である。
- 初めてサーキット走行したのは20歳のころ(当時の愛車はソアラのAT仕様)。それまで首都高速などで速く走らせるのに自信があったが、KP61スターレットに抜かれたことが記憶に残っているという[1]。